# Lliga espanyola de bàsquet femenina 1981-1982
La Lliga espanyola de bàsquet femenina 1981-82 fou la dinovena edició de la competició. Se celebrà des del 18 d'octubre de 1981 fins al maig de 1982 i fou organitzada per la Federació Espanyola de Basquetbol. Hi participaren dotze clubs, amb la participació de quatre equips del Principat, el Picadero Comansi, CIBES Nifsa, l'Hispano Francès Donuts i l'ADEPAF. Disputaren una lliga regular a doble volta, amb un total de vint-i-quatre jornades. El primer classificat fou declarat campió de Lliga i tingué dret a participar en la Copa d'Europa de la temporada següent.
Es proclamà campió el Celta Citroën en vèncer a la darrera jornada al Picadero Comansi. El club gallec aconseguí el seu tercer títol de lliga. La jugadora del Celta Citröen, Marisol Paino, fou la màxima anotadora de la competició per cinquena vegada, amb 24,3 punts per partit.

## Clubs participants
- ADEPAF
- Club Banesto
- CIBES Nifsa
- Canoe NC
- Celta Citroën
- CD Complutense
- CD Donosti
- Hispano Francès Donuts
- GE Iberia
- Picadero Comansi
- Tenerife Cristal
- Universitario Valladolid

## Taula de resultats
| Casa \ Fora              | ADE    | BAN    | CAN   | CEL    | CIB    | COM    | DON    | HIS    | IBE    | PIC    | TEN    | UNI    |
| ------------------------ | ------ | ------ | ----- | ------ | ------ | ------ | ------ | ------ | ------ | ------ | ------ | ------ |
| ADEPAF                   | —      | 70–64  | 39–63 | 34–84  | 46–55  | 78–64  | 69–85  | 44–76  | 79–65  | 44–56  | 56–58  | 54–56  |
| Club Banesto             | 71–48  | —      | 61–71 | 43–101 | 59–80  | 62–65  | 91–95  | 59–66  | 41–59  | 47–100 | 63–53  | 64–53  |
| Canoe NC                 | 85–48  | 88–75  | —     | 50–70  | 71–63  | 75–63  | 71–63  | 74–40  | 88–64  | 59–63  | 86–48  | 69–53  |
| Celta-Citroën            | 100–30 | 99–56  | 86–50 | —      | 104–63 | 111–56 | 130–61 | 100–42 | 101–62 | 66–55  | 103–49 | 95–37  |
| CIBES Nifsa              | 77–59  | 72–68  | 66–78 | 68–104 | —      | 80–79  | 84–75  | 79–79  | 90–61  | 74–79  | 89–57  | 62–49  |
| CD Complutense           | 69–47  | 79–57  | 63–72 | 54–92  | 65–62  | —      | 91–84  | 77–78  | 78–70  | 54–83  | 74–67  | 78–54  |
| CD Donosti               | 79–49  | 100–84 | 57–69 | 57–82  | 62–63  | 93–70  | —      | 76–64  | 72–62  | 60–85  | 94–81  | 65–68  |
| Hispano Francès Donuts   | 52–49  | 67–52  | 51–74 | 61–86  | 52–54  | 70–69  | 75–79  | —      | 84–80  | 30–74  | 61–48  | 78–48  |
| GE Iberia                | 69–50  | 78–63  | 76–93 | 51–105 | 55–56  | 58–58  | 91–93  | 70–67  | —      | 54–90  | 86–76  | 80–57  |
| Picadero Comansi         | 77–41  | 117–61 | 78–67 | 66–56  | 90–54  | 90–42  | 98–63  | 91–42  | 86–51  | —      | 103–45 | 105–36 |
| Tenerife Cristal         | 76–60  | 83–67  | 63–92 | 53–90  | 57–68  | 91–88  | 78–83  | 55–56  | 80–70  | 38–98  | —      | 61–63  |
| Universitario Valladolid | 51–47  | 70–58  | 49–77 | 32–97  | 58–61  | 64–51  | 62–73  | 65–72  | 62–68  | 42–87  | 65–64  | —      |

## Classificació
La competició es desenvolupà amb una notable igualtat entre els dos favorits, el Picadero Comansi i el Celtra Citroën. Disputaren el primer enfrontament a la primera jornada amb victòria catalana per 66 a 56. Per segona vegada consecutiva, el títol es decidí a la darrera jornada amb l'enfrontament entre els dos equips, amb lleuger avantatge del Comansi, ja que el club gallec havia de guanyar per una diferència superior als deu punts. El partit definitiu se celebrà el 28 de març de 1982 a Vigo, amb l'assistència de 6.500 espectadors. Es proclamà campió el Celta Citroën, que guanyà per 66 a 55, amb una destacada actuació de la pivot Marisol Paíno, amb 24 punts.

El club gallec es classificà per a disputar la Copa d'Europa i l'Hispano Francès Donuts per la Copa Ronchetti, per les renúncies dels altres equips. El Club Banesto i ADEPAF descendiren a Segona Divisió, mentre que l'Escolapies de Madrid i el Joventut Badalona aconseguiren l'ascens a la Primera Divisió; tanmateix, el club badaloní hi renuncià.
| Pos | Equip                    | PJ | PG | PE | PP | PF   | PC   | DP   | Pts | Classificació o descens           |
| --- | ------------------------ | -- | -- | -- | -- | ---- | ---- | ---- | --- | --------------------------------- |
| 1   | Celta Citroën            | 22 | 21 | 0  | 1  | 2052 | 1130 | +922 | 42  | Classificat per la Copa d'Europa  |
| 2   | Picadero Comansi         | 22 | 21 | 0  | 1  | 1871 | 1126 | +745 | 42  |                                   |
| 3   | Canoe NC                 | 22 | 18 | 0  | 4  | 1622 | 1334 | +288 | 36  |                                   |
| 4   | CIBES Nifsa              | 22 | 14 | 1  | 7  | 1529 | 1506 | +23  | 29  |                                   |
| 5   | CD Donosti               | 22 | 13 | 0  | 9  | 1669 | 1707 | −38  | 26  |                                   |
| 6   | Hispano Francés Donuts   | 22 | 11 | 1  | 10 | 1358 | 1514 | −156 | 23  | Classificat per la Copa Ronchetti |
| 7   | CD Complutense           | 22 | 8  | 1  | 13 | 1487 | 1638 | −151 | 17  |                                   |
| 8   | GE Iberia                | 22 | 7  | 1  | 14 | 1480 | 1678 | −198 | 15  |                                   |
| 9   | Universitario Valladolid | 22 | 6  | 0  | 16 | 1184 | 1566 | −382 | 12  |                                   |
| 10  | Tenerife Cristal         | 22 | 5  | 0  | 17 | 1392 | 1705 | −313 | 10  |                                   |
| 11  | Club Banesto             | 22 | 3  | 0  | 19 | 1365 | 1714 | −349 | 6   | Descendeix a Segona Divisió       |
| 12  | ADEPAF                   | 22 | 3  | 0  | 19 | 1141 | 1532 | −391 | 6   | Descendeix a Segona Divisió       |

## Estadístiques
| Màxima anotadora | Màxima anotadora | Màxima anotadora       | Màxima anotadora | Màxima anotadora | Màxima anotadora |
| Pos,             | Jugadora         | Club                   | PT               | PPP              | PJ               |
| ---------------- | ---------------- | ---------------------- | ---------------- | ---------------- | ---------------- |
| 1                | Marisol Paíno    | Celta Citröen          | 535              | 24,3             | 22               |
| 2                | Rocío Jiménez    | Celta Citröen          | 519              | 23,6             | 22               |
| 3                | Cecilia García   | CD Complutense         | 438              | 19,9             | 22               |
| 4                | Glòria Cros      | ADEPAF                 | 436              | 19,8             | 22               |
| 5                | Maite Fuentes    | CD Donosti             | 429              | 19,5             | 22               |
| 6                | Chelo Martínez   | Cibes Nifsa            | 421              | 19,1             | 22               |
| 7                | Concha Jiménez   | GD Iberia              | 399              | 18,1             | 22               |
| 8                | Nieves Zuñiga    | CD Donosti             | 389              | 17,7             | 22               |
| 9                | Teresa Obis      | Hispano Francès Donuts | 387              | 17,6             | 22               |
| 10               | Elvira Gras      | Canoe NC               | 378              | 17,2             | 22               |